# Moritz Geisreiter
Moritz Geisreiter (Bad Reichenhall, 30 december 1987) is een Duitse voormalige langebaanschaatser.

## Carrière
Geisreiter maakte zijn internationale debuut in december 2007. Tijdens het WK Afstanden 2012 in Thialf behaalde hij zijn beste resultaat; hij werd op 24 maart vierde op de 10.000 meter achter de Nederlanders De Jong en Bergsma en de Amerikaan Kuck. Het seizoen daarop was hij in de zevende wereldbekerwedstrijd ook dicht bij een medaille; vierde op de 5000 meter achter Kramer, De Jong en Bergsma. In seizoen 2014/2015 was hij er tussenuit. Aan het eind van het seizoen 2017/2018 beëindigde hij zijn actieve schaatsloopbaan.

## Persoonlijke records
| Afstand     | Tijd     | Datum            | Baan           |
| ----------- | -------- | ---------------- | -------------- |
| 500 meter   | 37,62    | 27 oktober 2012  | Inzell         |
| 1000 meter  | 1.12,43  | 19 maart 2011    | Calgary        |
| 1500 meter  | 1.46,41  | 9 december 2017  | Salt Lake City |
| 3000 meter  | 3.39,45  | 20 oktober 2017  | Inzell         |
| 5000 meter  | 6.07,31  | 10 december 2017 | Salt Lake City |
| 10000 meter | 12.55,47 | 21 november 2015 | Salt Lake City |

## Resultaten
| Jaar | EK Allround          | WK Allround          | WK Afstanden          | Olympische Spelen                  | Wereldbeker          |
| ---- | -------------------- | -------------------- | --------------------- | ---------------------------------- | -------------------- |
| 2008 |                      |                      |                       |                                    | 45e 5k/10k           |
| 2009 |                      |                      |                       | 19e 5k/10k                         |                      |
| 2010 |                      |                      |                       |                                    | 41e 5k/10k           |
| 2011 |                      |                      | 11e 10.000m           |                                    | 26e 5k/10k           |
| 2012 | NC21 (26, 12, 24, -) |                      | 9e 5000m 4e 10.000m   | 25e 1500m 9e 5k/10k 30e massastart |                      |
| 2013 | 8e (21, 6, 13, 5)    | NC18 (24, 11, 18, -) | 11e 5000m 10e 10.000m | 21e 1500m 10e 5k/10k               |                      |
| 2014 |                      |                      |                       | 10e 5000m 8e 10.000m               | 47e 1500m 13e 5k/10k |
|      |                      |                      |                       |                                    |                      |
| 2016 |                      | NC22 (24, 13, 23, -) | 13e 5000m 6e 10.000m  |                                    | 0p 1500m 13e 5k/10k  |
| 2017 |                      |                      | 14e 5000m 9e 10.000m  | 0p 1500m 12e 5k/10k                |                      |
| 2018 |                      | NC23 (21, 16, 22, -) |                       | 12e 5000m 9e 10.000m               | 0p 1500m 7e 5k/10k   |